# كلارنس إرفينغ لويس
كلارنس إرفينغ لويس (بالإنجليزية: Clarence Irving Lewis)‏ هو فيلسوف أمريكي، ولد في 12 أبريل 1883 في ماساتشوستس في الولايات المتحدة، وتوفي في 3 فبراير 1964 في كامبريدج في الولايات المتحدة.

## وصلات خارجية
- كلارنس إرفينغ لويس على موقع الموسوعة البريطانية (الإنجليزية)